# ゴルノ
ゴルノ（伊: Gorno  ( 音声ファイル)）は、イタリア共和国ロンバルディア州ベルガモ県にある、人口約1,500人の基礎自治体（コムーネ）。

## 地理

### 位置・広がり
ベルガモ県北東部、ヴァル・セリアーナのコムーネ。県都ベルガモから北東へ23km、州都ミラノから北東へ68kmの距離にある。

#### 隣接コムーネ
隣接するコムーネは以下の通り。
- カズニーゴ
- コルツァーテ
- オネータ
- ポンテ・ノッサ
- プレーモロ

### 地震分類
イタリアの地震リスク階級 (it) では、3 に分類される
。

## 行政

### 山岳部共同体
広域行政組織である山岳部共同体「ヴァッレ・セリアーナ山岳部共同体」  (it:Comunità montana della Valle Seriana)  （事務所所在地：クルゾーネ）を構成するコムーネである。

## 姉妹都市
- Kalgoorlie-Boulder、オーストラリア 2003年